# Stadsbrand van Bergen op Zoom (1397)
De stadsbrand van 1397 is de grootste stadsbrand die de Nederlandse stad Bergen op Zoom in zijn geschiedenis heeft getroffen. 
Op 17 mei 1397 werd de stad Bergen op Zoom verwoest door een brand "die bijna gansch Bergen in een puinhoop deed verkeeren". Er bleven slechts twee burgerwoningen gespaard, de huizen "de Olifant" en "de Draak"
Hierbij gingen ook de stadsarchieven verloren.  

## Externe bronnen
- Het Nederlandsch Magazijn, nr. 35, blz. 273